# Збенк
Збенк (пол. Zbęk) — село в Польщі, у гміні Скомлін Велюнського повіту Лодзинського воєводства.
Населення — 162 особи (2011).
У 1975-1998 роках село належало до Серадзького воєводства.

## Демографія
Демографічна структура станом на 31 березня 2011 року:
|          | Загалом | Допрацездатний вік | Працездатний вік | Постпрацездатний вік |
| -------- | ------- | ------------------ | ---------------- | -------------------- |
| Чоловіки | 76      | 13                 | 50               | 13                   |
| Жінки    | 86      | 21                 | 44               | 21                   |
| Разом    | 162     | 34                 | 94               | 34                   |